# Monostorpályi megállóhely
Monostorpályi megállóhely egy Hajdú-Bihar vármegyei megállóhely, amit a MÁV üzemeltetett. A személyszállítás szünetel.

## Áthaladó vasútvonalak
A megállóhelyet az alábbi vasútvonalak érintik:
- Sáránd–Létavértes-vasútvonal

## Kapcsolódó állomások
A megállóhelyhez a következő állomások vannak a legközelebb:
- Hosszúpályi megállóhely (Sáránd–Létavértes-vasútvonal)
- Létavértes vasútállomás (Sáránd–Létavértes-vasútvonal)

## Forgalom
A megállóhelyen és a rajta áthaladó vasútvonal egy szakaszán a vasúti forgalom 2009. december 13-a óta szünetel.
Bővebben: 2009-es magyarországi vasútbezárások

## Megközelítése
A megállóhely Monostorpályi déli részén helyezkedik el, közúti megközelítése csak önkormányzati utakon keresztül lehetséges.